# 西芙山
希芙山是金星艾斯特拉区的一座盾状火山，直径300公里（190英里）、高度2公里（1.2英里）。它以北歐神話中的女神希芙命名。